# Reprezentacja Estonii na Mistrzostwach Świata w Narciarstwie Klasycznym 2005
Reprezentacja Estonii na Mistrzostwach Świata w Narciarstwie Klasycznym 2005 w Oberstdorfie liczyła 13 sportowców, w tym 4 kobiety i 9 mężczyzn. W reprezentacji znalazło się 11 biegaczy narciarskich, jeden kombinator norweski i jeden skoczek narciarski. Najlepszymi rezultatami reprezentantów Estonii były czwarte miejsca: Kristiny Šmigun w biegu kobiet na 10 kilometrów techniką dowolną oraz Andrusa Veerpalu w biegu mężczyzn na 50 kilometrów stylem klasycznym.

## Wyniki

### Biegi narciarskie

#### Mężczyźni
Sprint
- Anti Saarepuu - 10. miejsce
- Priit Narusk - 16. miejsce
- Erkki Jallai - 80. miejsce

15 km stylem dowolnym
- Kaspar Kokk - 64. miejsce

Bieg pościgowy 2x15 km
- Andrus Veerpalu - 19. miejsce
- Jaak Mae - 29. miejsce
- Priit Narusk - 62. miejsce
- Kaspar Kokk - nie wystartował

Sztafeta 4x10 km
- Raul Olle, Andrus Veerpalu, Jaak Mae, Anti Saarepuu - 9. miejsce

50 km stylem klasycznym
- Andrus Veerpalu - 4. miejsce
- Jaak Mae - 32. miejsce

#### Kobiety
Sprint
- Silja Suija - 38. miejsce
- Kaili Sirge - 48. miejsce

10 km stylem dowolnym
- Kristina Šmigun - 4. miejsce
- Katrin Šmigun - 53. miejsce
- Kaili Sirge - 57. miejsce

Bieg pościgowy 2x7,5 km
- Kristina Šmigun - nie ukończyła

Sztafeta 4x5 km
- Silja Suija, Kristina Šmigun, Katrin Šmigun, Kaili Sirge - 13. miejsce

30 km stylem klasycznym
- Kristina Šmigun - 14. miejsce
- Silja Suija - 34. miejsce
- Katrin Šmigun - nie ukończyła

### Kombinacja norweska
Gundersen HS 100 / 15 km
- Tambet Pikkor - nie ukończył

Sprint (7,5 km + HS 137)
- Tambet Pikkor - 40. miejsce

### Skoki narciarskie
Konkurs indywidualny na skoczni HS 100
- Jens Salumäe - 37. miejsce

Salumäe zgłoszony został także do konkursu na skoczni HS 134, ale odpadł w kwalifikacjach.